# Les Incognitos
Pour plus de détails, voir Fiche technique et Distribution.
Les Incognitos ou Espions incognito au Québec (Spies in Disguise) est un film d'animation américain en relief réalisé par Nick Bruno et Troy Quane, sorti à Noël 2019. Produit par 20th Century Fox Animation, Blue Sky Studios et Chernin Entertainment, il est basé sur le court métrage Pigeon: Impossible de Lucas Martell sorti en 2009.
Le film met en scène Lance Sterling qui est l'un des meilleurs espions au monde : relax, cool et stylé. Après une mission visant à récupérer un drone militaire des mains d'un dangereux mercenaire du nom de Killian qui a failli mal tourner, Lance fait renvoyer le scientifique à l'origine des problèmes rencontrés — Walter Beckett, un véritable génie à la personnalité opposée à celle de Sterling — mais Sterling se retrouve peu après accusé de trahison par l'agent Marcy Kappel, preuves à l'appui, à la suite d'un coup monté de Killian. Menacé de prison, Sterling s'enfuit et n'a d'autre choix que de se tourner vers la seule personne en mesure de l'aider à blanchir son nom, Walter. Malheureusement, il devient malgré lui le cobaye du scientifique et se retrouve accidentellement transformé en pigeon avant qu'un antidote n'ait pu être développé.
Le film est le dernier long-métrage d'animation produit par Blue Sky Studios avant sa fermeture en 2021. Il est également le dernier film d'animation Fox à être publié sous le nom de 20th Century Fox avant que The Walt Disney Company ne change le nom du studio en 20th Century Studios.

## Synopsis
Lance Sterling, un agent secret arrogant de H.C.U.V. (Honneur, Confiance, Unité et Vaillance), est envoyé pour récupérer un drone d'attaque auprès du marchand d'armes japonais Katsu Kimura au Japon. Dès que l'acheteur, Killian, terroriste cybernétiquement amélioré, arrive, Sterling fait irruption contre les ordres de la directrice de H.C.U.V. Joy Jenkins, bat Kimura et sa bande, et parvient à s'échapper avec la mallette contenant le drone. Sterling retourne au siège de H.C.U.V. pour affronter Walter Beckett, un diplômé socialement inepte du MIT et un jeune scientifique paria, pour avoir équipé des armes non létales dans son costume. Walter tente de convaincre Sterling qu'il existe un moyen plus pacifique de sauver le monde, mais Sterling le licencie avant qu'il ne puisse lui expliquer sa dernière invention : la "dissimulation biodynamique".
Sterling découvre que la mallette est vide et est confronté à Marcy Kappel, un agent des affaires intérieures, qui révèle des images de Sterling - en fait Killian dans un déguisement holographique - repartant avec le drone, le qualifiant de traître. Sterling échappe à la H.C.U.V. et décide de traquer Walter pour l'aider à disparaître. Pendant ce temps, Killian fait irruption dans l'installation d'armes secrètes de H.C.U.V.
Alors qu'il cherche son invention dans la maison de Walter, Sterling ingère la concoction et se transforme en pigeon en subissant une "chromothripsis". Avant que Walter et Sterling puissent décider quoi faire ensuite, Marcy et d'autres agents de H.C.U.V. poursuivent le duo à travers la ville, mais le duo s'échappe dans la voiture d'espionnage de Sterling. Les deux traquent Kimura dans un complexe de Playa del Carmen, au Mexique. Là, ils vaporisent du sérum de vérité sur Kimura pour apprendre que Killian se trouve à Venise, en Italie pour récupérer la base de données des agents du H.C.U.V, puis Marcy et le H.C.U.V. débarque et tente de les capturer à nouveau mais ils se font engluer par un des gadgets de Walter.
Arrivé à Venise, Walter est confronté à la H.C.U.V., qui n'est pas au courant de l'état de Sterling. Révélant qu'elle connaît Wendy, la mère de Walter qui était une policière décédée dans l'exercice de ses fonctions, Marcy tente de le convaincre d'aider à rendre Sterling, mais Walter refuse. Soudain, un drone distrait le H.C.U.V. et permet à Walter et Sterling de s'échapper. Les deux découvrent le drone transportant la base de données des agents H.C.U.V., et Walter parvient à le récupérer. Cependant, Killian se présente, prend la base de données et se prépare à tuer Walter. Avec l'aide de centaines de pigeons dans les environs, il distrait Killian et fuit. Déguisé une fois de plus en Sterling, Killian échappe à la H.C.U.V., secouant les soupçons de Marcy à l'égard de Sterling en le voyant avec une main de robot.
Alors qu'il était sous l'eau dans un sous-marin, Walter révèle qu'il a planté un dispositif de suivi sur Killian et le localise à l'installation d'armement. Walter parvient à perfectionner l'antidote et réussit à rendre son apparence humaine à Sterling. En atteignant la cachette de Killian, Sterling est préoccupé par la sécurité de Walter et le renvoie dans le sous-marin. Une fois à l'intérieur, Sterling affronte Killian, mais est assommé et capturé alors que Killian révèle qu'il a produit en série des milliers de drones pour cibler tout le monde à l'agence en utilisant la base de données pour se venger d'avoir tué son équipage et des cicatrices qui a reçu lors d'une mission passée dirigée par Sterling. Remarquant le retour de Walter dans le sous-marin, Killian le détruit ; à leur insu, Walter survit à l'aide d'une de ses inventions, le câlin gonflable. 
Une fois que Walter a libéré Sterling, les deux s'échappent et contactent Marcy pour obtenir du soutien alors que les drones s'approchent du siège social de H.C.U.V. à Washington D.C. Walter tente de pirater le bras bionique de Killian pendant que Sterling et l’équipe de Marcy le distrait avec les inventions de Walter, mais quand Killian s'en rend compte, il essaie de fuir par avion avec un drone, mais Walter rattrape son retard. Walter risque sa vie en piégeant Killian dans le câlin gonflable et désactive le bras du méchant alors que Walter lui-même tombe, mais Sterling, qui s'est transformé en pigeon, vole avec succès pour la première fois et le transporte en lieu sûr avec l'aide d'autres pigeons, tandis que Killian est retrouvé et arrêté sain et sauf sans aucune blessure.
Bien qu'ils aient sauvé le monde, Sterling - de retour sous sa forme humaine - et Walter sont licenciés pour désobéissance. Cependant, ils sont rapidement réembauchés par la H.C.U.V. car l'agence pourrait apprendre des façons plus pacifiques de Walter de gérer la méchanceté.

## Fiche technique
- Tire français : Les Incognitos
- Titre original : Spies in Disguise
- Titre québécois : Espions incognito
- Réalisation : Nick Bruno et Troy Quane
- Scénario : Brad Coppeland et Llyod Taylor d’après une histoire originale de Cindy Davis basé sur le court-métrage créé par Lucas Martell, Pigeon: Impossible
- Musique : Theodore Shapiro
- Producteurs : Peter Chernin et Michael J. Travers
- Sociétés de production : 20th Century Fox Animation, Blue Sky Studios et Chernin Entertainment
- Sociétés de distribution : 20th Century Fox / Walt Disney Studios Distribution
- Pays de production :  États-Unis
- Langue originale : anglais
- Format : couleur
- Genres : animation, comédie d'espionnage, science-fiction
- Durée : 102 minutes
- Dates de sortie : 
  - États-Unis : 9 décembre 2019 (avant-première au El Capitan Theatre)
  - États-Unis, Québec et France : 25 décembre 2019

## Distribution

### Voix originales
- Will Smith : Lance Sterling/Le pigeon
- Tom Holland : Walter Beckett
- Rashida Jones : Marcy Kappel
- Ben Mendelsohn : Killian
- Reba McEntire : Joy Jenkins
- Rachel Brosnahan : Wendy Beckett, la mère de Walter
- Karen Gillan : Eyes - l’Œil
- DJ Khaled : Ears - l'Ouïe
- Masi Oka : Katsu Kimura
- Carla Jimenez (en) : Geraldine

### Voix françaises
- Daniel Lobé : Lance Sterling/Le pigeon
- Julien Crampon : Walter Beckett
- Barbara Beretta : Marcy Kappel
- Chrystelle Labaude : Rose-Morose
- Serge Faliu : Killian
- Emmanuelle Rivière : Géraldine
- Marie Chevalot : Wendy Beckett
- Charlotte Campana : l'Œil
- Ludovic Baugin : l'Ouïe
- Xavier Fagnon : Katsu Kimura

Source version française

### Voix québécoises
- Patrice Dubois : Lance Sterling/Le pigeon
- Louis-Julien Durso : Walter Beckett
- Catherine Proulx-Lemay : Marcy Kappel
- Claudine Chatel : Joy Jenkins
- Manuel Tadros : Killian
- Olivier Visentin : Oreille
- Geneviève Bédard : Œil

 Source et légende : version québécoise (VQ) sur Doublage.qc.ca

## Critiques
Le film reçoit des critiques mitigées de la part de la presse, il obtient la note de 3,4/5 sur Allociné. 
Pour Le Point, le film est une réussite et revisite les grands classiques des films d'espionnage avec un message fort : « les différences sont une force. Un message qui sera peut-être entendu dans les cours d'école où la différence est jugée comme une faiblesse. »
Pour L'Obs, le film est « un produit formaté qui prône le pouvoir du collectif, la non-violence et l’esprit d’enfance en adoptant l’hystérie visuelle et le tabassage auditif des blockbusters à la mode. Sitôt vu, sitôt oublié. »

## Production
Le 9 décembre 2017, Blue Sky annonce que le développement du film, basé sur le court métrage d'animation Pigeon: Impossible, a débuté avec Tom Holland et Will Smith qui prêteront leur voix aux deux personnages principaux . Audi mettra un véhicule, la voiture-concept RSQ E-tron, dans le film en tant que véhicule personnel du personnage de Smith, conçu par Audi spécialement pour le film. En octobre 2018, Ben Mendelsohn, Karen Gillan, Rashida Jones, DJ Khaled et Masi Oka se sont ajoutés à la distribution vocale.